# Kurt von Davier
Kurt von Davier (* 5. April 1799 in Neeken; † 26. Februar 1880 in Dresden) war ein anhaltischer Oberst und Kammerherr.

## Leben

### Herkunft und Familie
Kurt war ein Sohn von Albrecht Friedrich von Davier und dessen Ehefrau Johanne, geb. von Mörner, Tochter des kurfürstlich-sächsischen Majors der Kavallerie von Mörner. Er heiratete Elise Freiin von Sternegg (1803–1858). Die Ehe blieb kinderlos.

### Karriere
Kurt von Davier besuchte eine Schule in Coswig, wo er „für wenig begabt“ gehalten wurde. Danach besuchte er ein Gymnasium in Bernburg, wo er mit 17 Jahren sein Abitur machte. Darauf studierte er in Tharandt Forstwissenschaft. Wegen Anschuldigungen demagogischer Umtriebe musste er mit einem Herrn von Voß nach Mecklenburg fliehen und sein Studium aufgeben.
Er wirkte daraufhin als Forstmann, bis er am 1. September 1821 in das Köthener Militär eintrat. Am 28. Juni 1826 wurde er zum Premierleutnant befördert. Im Dezember 1829 übernahm er ad interim das Kommando über das Köthener Militär, bis der bayerische Rittmeister Freiherr von Stein am 13. August 1830 das Kommando bekam. Gleichzeitig wurde Kurt von Davier zum Hauptmann der 2. Klasse ernannt. 1830 wurde er Kommandant einer Kompanie. Am 2. Oktober 1831 wurde er zum Major befördert. Dadurch wurde er Bataillonskommandeur des Linien-Infanterie-Bataillons Anhalt Köthen mit Sitz in Köthen.
Am 31. März 1843 wurde von Davier zum Oberstleutnant ernannt. Diese Position übte er bis 1854 aus, da durch die Vereinigung von Anhalt-Dessau und Anhalt-Köthen beide Truppen zusammengelegt wurden. Aufgrund dessen wurde er auf seinen Wunsch von Leopold IV. zum Oberst befördert und zur Disposition geschickt. 1856 zog er nach Dresden.
Seit mindestens 1851 wirkte er als Kammerherr.

## Auszeichnungen
- Kommandeur II. Klasse mit Schwertern des Hausordens Albrechts des Bären am 8. Juli 1864
- Herzoglich-Anhaltisches Militäroffizierkreuz
- III. Klasse des Roten Adlerordens
- Komtur II. Klasse des Herzoglich Sachsen-Ernestinischen Hausorden